# 方端士
方端士（?—?），字百里，南直隶六合县人，明朝末年至南明大臣。
1645年闰六月二十三，时任监军兵部职方司郎中的方端士，和工部虞衡司员外骆方玺，刑部云南司主事史继鳅等，督兵至义桥抗击清军。十月十二，镇东监军方端士上岸疾驰，挽弓射北，发无不中。鲁王朱以海以方端士果敢有为，加佥都御史，抚治浙西，加兵部职方司主事，监其军。1646年，魯王至舟山，方端士和張煌言、熊汝霖、孫嘉績、錢肅樂等随从。1649年，鲁王逃到海上，都御史方端士和黄宗羲前去投奔。1660年，已经担任大学士的方端士降清。